# Malloussa
Malloussa  (in arabo ملوسة‎?) è un centro abitato e comune rurale del Marocco situato nella provincia di Fahs Anjra, regione di Tangeri-Tetouan-Al Hoceima. Conta una popolazione di 12 250 abitanti (censimento 2014).